# Saint George Gingerland
Saint George Gingerland är en parish i Saint Kitts och Nevis. Den ligger i den sydöstra delen av landet, 25 km sydost om huvudstaden Basseterre. Antalet invånare är 2 568. Arean är 18,0 kvadratkilometer. Saint George Gingerland ligger på ön Nevis. Huvudort är Market Shop. 
I Saint George Gingerland finns stupet Red Cliff.